# Kazuto Saiki
Kazuto Saiki (jap. 斉木 和人, Saiki Kazuto; * 20. August 1970 in der Präfektur Yamanashi) ist ein ehemaliger japanischer Fußballspieler.

## Karriere
Saiki erlernte das Fußballspielen in der Schulmannschaft der Nirasaki High School und der Universitätsmannschaft der Aoyama-Gakuin-Universität. Seinen ersten Vertrag unterschrieb er 1993 bei den Yokohama Marinos. Der Verein spielte in der höchsten Liga des Landes, der J1 League. 1995 wechselte er zum Zweitligisten Ventforet Kofu. Ende 1999 beendete er seine Karriere als Fußballspieler.